# Graduation Day
『Graduation Day』（グラデュエイション・デー）は、アメリカ合衆国のテレビドラマ『バフィー 〜恋する十字架〜』のコミック版。2008年5月8日にダークホースコミックスから発売のグラフィックノベル『Buffy the Vampire Slayer Omnibus Volume 4』の最終章として収録されており、ストーリーはテレビドラマ第2シーズン最終回の「卒業の日 パート2」とコミック『Haunted』の中間に位置する。

## ストーリー
物語は「卒業の日 パート2」の数時間後。市長を退治した日の夜、バフィーはサニーデール市内の港湾施設付近をパトロールしていた。彼女は埠頭で夜釣りを楽しむ老人とすれ違うが、突如その老人は巨大なモンスターと化す。
一方、サニーデールを離れロサンゼルスへ向かうエンジェルは、ヒッチハイクをしている女性を車に乗せる。だが、その女性もまたモンスターとなり、エンジェルに襲いかかる。

## 登場人物
バフィー・アン・サマーズ
バンパイア・スレイヤー。
エンジェル
バンパイア。